# Abraham Blooteling

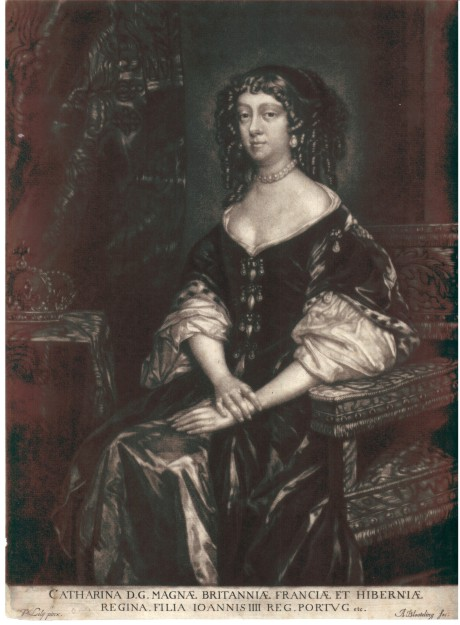
Catalina de Braganza, grabado a media tinta, 1672, según Peter Lely.

Abraham Blooteling (o Bloteling ) (1634-1690) fue un diseñador y grabador holandés.

## Vida
Nació en Ámsterdam. Por el estilo de sus grabados, es probable que fuera alumno de los Visscher. Después de las incursiones francesas en los Países Bajos en 1672, se fue a Inglaterra, donde tuvo cierto éxito, pero solo se quedó dos o tres años.
Blooteling produjo una gran cantidad de aguafuertes, algunos grabados lineales, y también trabajó en el grabado a media tinta, una técnica que se sabe que adoptó en 1671. A veces se le atribuye la invención del "bruñidor" como herramienta para la preparación de planchas de mezzotinta, y la introducción de esta técnica en Inglaterra.
En 1685 publicó la colección de gemas de Leonardo Agostini, grabadas por él mismo. A veces firmaba sus placas con su nombre completo y, a veces, con un monograma compuesto por las letras 'A' y 'B'. Bloteling era soltero y amigo de Gerard de Lairesse, que también vivía en Prinsengracht.

## Aguafuertes y grabados

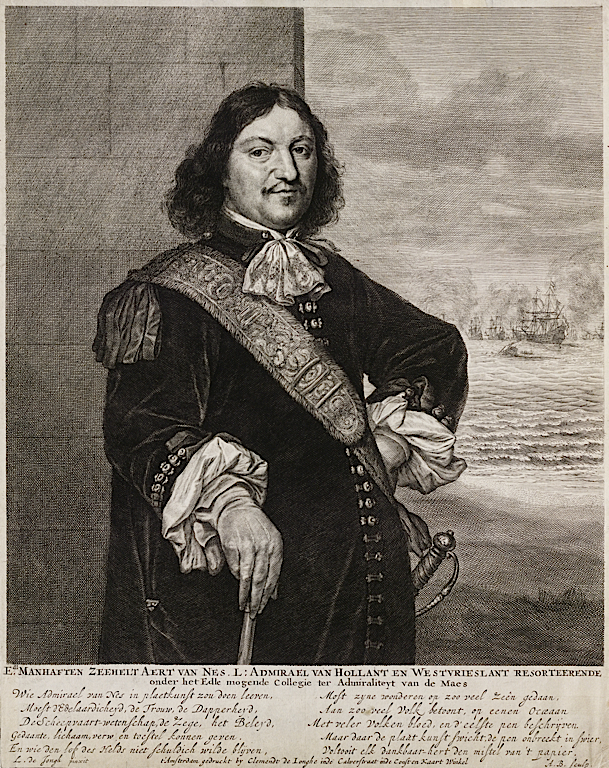
Grabado de Abraham Blooteling, Almirante Aert van Nes, según Ludolf de Jongh, finales de 1600. Departamento de Colecciones de Imágenes, Biblioteca de la Galería Nacional de Arte, Washington D. C..

### Retratos
- Thomas Sydenham, obispo de Worcester ; según Mary Beale.
- John Wilkins, obispo de Chester .
- Antonio, conde de Shaftesbury; según John Greenhill
- Eduardo, conde de Sandwich; según Lely.
- Eduardo, conde de Montagu
- Cornelis Tromp, Almirante de Holanda

- Príncipe Ruperto; 1673.
- Aert van Nes, Almirante de Holanda; según L. de Jonghe

- Constantijn Huygen; según Netscher.
- Juan Enrique Thim; según A. Stech.
- Jerónimo de Beverningh; según Vaillant.
- Willem van Haren; 1680.
- Egbert Meesz Kortenaer, Almirante de Holanda; según BarthoBart.lomeus van der Helst .
- El marqués de Mirabelle; según Van Dyck.
- Ferdinand de Fürstenberg, obispo de Paderborn; 1669.
- Michel Adriaensz de Euyter, Almirante; aguafuerte.
- Sir Thomas More, Lord Gran Canciller.
- Edward Stillingfleet, canónigo de San Pablo.
- Enrique, duque de Norfolk. 1678.
- Jane, duquesa de Norfolk. 1681.
- Augustus Stellingwerf, Almirante de Frisia.
- Cornelis de Wit, vicealmirante de Holanda.
- Tierck Hides de Fries, Almirante de Friesland.
- Cornelis Speelman, vicealmirante.

### Varios temas según sus propios diseños y otros maestros.

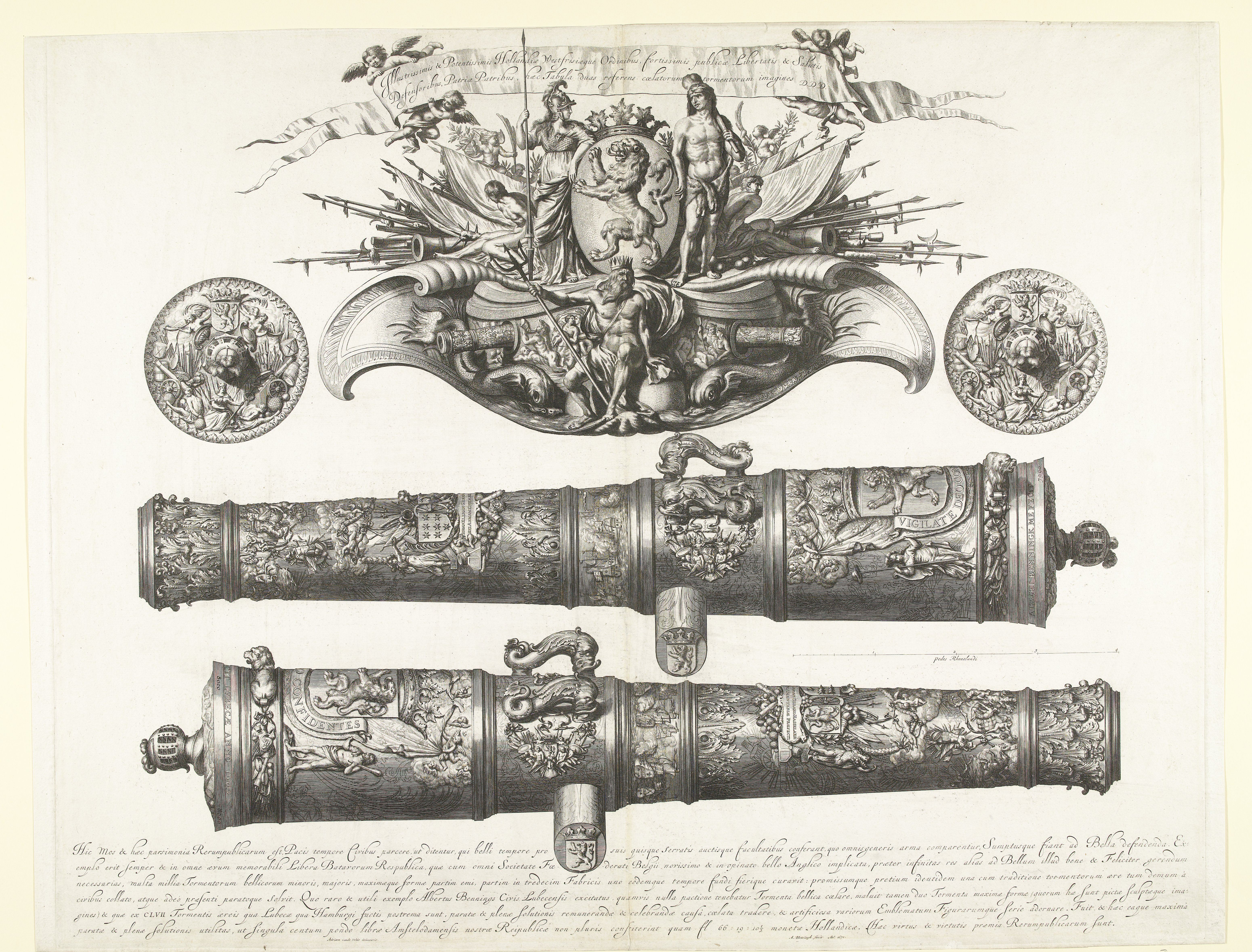
Dos cañones de 48 libras fundidos en Lübeck por Albert Benningk para los Estados Generales de los Países Bajos en 1669; grabado de 1671.

- Doce Vistas de Jardines; inscrito Alcune Vedute, etc.
- Dieciocho platos circulares de temas de historia sagrada, con flores
- Un paisaje, con Diana bañándose; según J. van Neck
- Un paisaje, con Alfeo y Aretusa;
- Seis vistas de los alrededores de Ámsterdam;  según Jac. Ruisdael; 1670.
- Acteón devorado por sus perros; según G. Flink
- Un pastor tocando su flauta, con una pastora;
- La edad de oro; según G. Lairesse
- El matrimonio de Santa Catalina; según Rafael.
- Dos cabezas de niños; según Rubens; raro; algunas impresiones tienen el nombre de Rubens.
- El estudio de la cabeza de un hombre; según Rubens
- Cuatro estudios de leones; según  Rubens; inscrito Varice Leonum Icones.
- Dos cacerías del jabalí y del ciervo

## Mezzotintas

### Retratos
- Justo Lipsio
- Miguel Ángel Buonarroti
- Frans Mieris

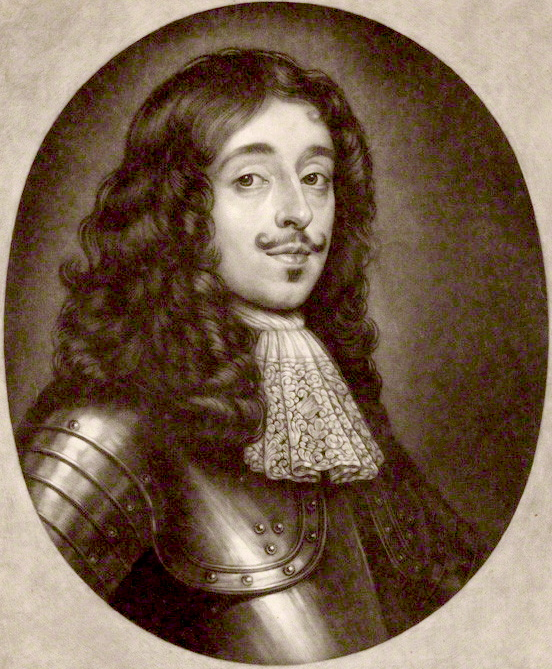
Charles Stanley, octavo conde de Derby, mezzotinta.

- Jan de Wit, gran pensionario de Holanda; según de Baen.
- Cornelis de Wit, el hermano de Jan; según de Baen.
- Staverinus, un anciano judío, sosteniendo una Medalla: según Cornelis Pietersz. Bega
- Tito Oates; según Hawker
- Desiderio Erasmo; según H. Holbein, 1671.
- Henry Bennet, conde de Arlington; según Lely;
- Carlos, conde de Derby; (en la imagen)
- Abraham Symmonds, un artista
- Reina Catalina; (en la imagen)
- Guillermo Enrique, Príncipe de Orange; 1678.
- Nell Gwyn; según P. Lely
- María de Módena, duquesa de York
- Cornelis Tromp, Almirante de Holanda
- Michiel Adriensz de Ruijter, Almirante de Holanda; según J. Lievens
- El emperador Leopoldo I; según C. Morad
- Enrique Casimiro, príncipe de Nassau; según M. van Muscher (en la imagen)
- Retrato de una dama veneciana; según Titiano
- Constantijn Huygens; según Bernard Vaillant.

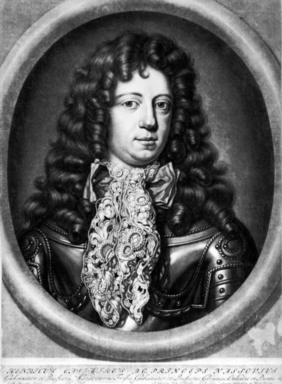
Enrique Casimiro II, Príncipe de Nassau-Dietz. Mezzotinta, ca. 1690

- Jan de Oronefeld.

### Varios temas de sus propios diseños y otros maestros.
- Los cinco sentidos; según de C. Bega.
- Las cuatro edades; circular
- Hércules destruyendo al monstruo; según G. Lairesse
- San Pedro penitente; según P. Moreels .
- Un Paisaje, con figuras mitológicas; según F. de Neve
- La Tentación de San Antonio; según Camillo Procaccini
- un hombre que sostiene un vaso; según Rostrado
- Busto de un hombre; circular.
- Busto de un Hombre joven coronado de laureles; circular.
- Busto de Hipólita; ovalado.
- Dos cabezas, con tocados frigios y griegos; un plato.
- El sátiro y un campesino; ovalado.
- Vanitas, un Niño haciendo burbujas.
- Abundancia, una figura sentada.
- La cabeza de una vestal, coronada de rosas .
- Pequeño busto de Júpiter; circular.
- Pequeño busto de Venus.
- Medio cuerpo de un Niño sosteniendo un Gato.
- Cupido y Psique.
- Un ciego tocando la flauta.
- Andrómeda.

## Otras lecturas
- Turner, Jane, ed. (1996). «Browne, Alexander». The Dictionary of Art 4. New York: Grove's Dictionaries. pp. 169-170. ISBN 1-884446-00-0. OCLC 1033646743.
- Kasten, Eberhard, ed. (1995). «Bloteling (Blooteling), Abraham». Allgemeines Künstlerlexikon (en alemán) 11. München, Leipzig: Saur. p. 607. ISBN 3-598-22751-5.
- Thieme, Ulrich, ed. (1910). «Bloteling, Abraham». Allgemeines Lexikon der bildenden Künstler (en alemán) 4. Leipzig: W. Engelmann. p. 139. OCLC 1039507204.
- Smith, John Chaloner (1878–1884). British Mezzotinto Portraits. London: H. Sotheran. pt. 1, pp. 64–70. OCLC 1041598596.